# 民主是个好东西
《民主是个好东西》是被称为中共中央总书记胡锦涛“文胆”的中共中央编译局副局长俞可平发表的一篇文章。许多学者把这篇文章看作是中国政治改革的风向标，认为显示了中国有意突破意识形态，进行政治改革，而中国官方并没有对此文表达清晰的态度。
《民主是个好东西》最初是俞可平为闫健在2006年10月出版的新书《民主是个好东西：俞可平访谈录》写的序言。2006年10月23日，北京市委机关报《北京日报》以《关于“民主是个好东西”的辨正》为题登载该文，同时《人民网》、《新华网》等诸多中国中央媒体转载，并在2007年1月5日由中央党校刊物《学习时报》第367期再次转载，引起国际社会广泛关注。

## 内容
全文大约1800多字。重点阐述了民主的实质和内涵，探讨了民主的优缺点，以及一些人对民主认识的盲点。俞可平认为，“民主是个好东西”、“是人类迄今最好的政治制度”。文章说，“民主保证人们的基本人权，给人们提供平等的机会，它本身就是人类的基本价值”，“如果没有民主的权利，人类的人格就是不完整”。文章用极其通俗的语言阐诉了民主的普世价值。
同时，作者在文章中对民主的实施持“民主阶段论”的态度，他认为“实现民主需要具备相应的经济、文化和政治条件，不顾条件而推行民主，会给国家和人民带来灾难性的结果。”

## 评价
这篇文章受到关注，是因为对民主的阐释，显示出中国政府高层官员的认同。《亚洲周刊》的文章认为俞可平的论述，“从根本上颠覆中共有关自由民主人权的认知，更重要的，或许可把俞可平的民主论述看作是中国民主化进程的一个重要信号，体现了中共领导人及理论界人士此刻正为建立中共政改的大论述进行积极准备。”
但是也有观点认为，“在当今中国，共产党的权力垄断地位列入中国宪法。在这种大环境中，中国大陆报纸所推崇的民主这种好东西究竟能够实现多少以及多快地实现目前难以断定。”